# Mosvik
Mosvik è stato un comune norvegese della contea di Nord-Trøndelag. Nel 2012 fu aggregato al comune di Inderøy.